# 행신중학교
행신중학교(幸信中學校)는 대한민국 경기도 고양시 덕양구 행신동에 있는 공립 중학교이다.

## 학교 연혁
- 1994년 11월 1일 : 행신중학교 설립인가
- 1995년 4월 1일 : 초대 곽학근 교장 취임
- 1995년 5월 1일 : 개교, 3학급 편성 운영
- 1996년 2월 15일 : 제1회 졸업(26명)
- 1997년 11월 26일 : 학급증설인가(20학급)
- 2004년 9월 18일 : 수신관 개관
- 2021년 2월 9일 : 제26회 졸업 156명(총 8,715명)
- 2021년 3월 1일 : 제10대 이혜숙 교장 취임
- 2021년 3월 2일 : 신입생 5학급 (154명 입학)

## 참고 자료
- 행신중학교 - 한국교육학술정보원 학교알리미